# بدرود، محبوبم
بدرود، محبوبم (به انگلیسی: Farewell, My Lovely) عنوان رمانی پلیسی، جنایی نوشته ریموند چندلر می‌باشد که در سال ۱۹۴۰ میلادی به چاپ رسید .

## برداشت سینمایی
تا به حال سه برداشت سینمایی از رمان بدرود، محبوبم در سالهای ۱۹۴۲ ، ۱۹۴۴ و ۱۹۷۵ صورت گرفته است .